# Vikvågen
Vikvågen es una localidad de la provincia de Troms en la región de Nord-Norge, Noruega. A 1 de enero de 2017 tenía una población estimada de 286 habitantes.
Se encuentra ubicada en la costa noroccidental de la península escandinava, cerca de la costa del mar de Noruega.  